# Kankabchén (Hocabá)
Kankabchén es una localidad del municipio de Hocabá en el estado de Yucatán, localizado en el sureste de México.

## Toponimia
El nombre (Kankabchén) proviene del idioma maya.

## Demografía
Según el censo de 2005 realizado por el INEGI, la población de la localidad era de cero habitantes.
| 0                           | 0 | 0 |
| (Fuente: INEGI [Consultar]) |   |   |